# Niepokoje wychowanka Törlessa
Niepokoje wychowanka Törlessa (niem. Die Verwirrungen des Zöglings Törleß) – debiutancka powieść austriackiego pisarza Roberta Musila, która ukazała się w 1906 roku. Autor uczęszczał do szkoły kadetów w Eisenstadt i Hranicach (niem. Mährisch Weißkirchen).

## Fabuła
Tytułowy bohater – chłopiec dorastający w internacie, uczęszczający do szkoły dla kadetów w ostatnich latach istnienia Monarchii Austro-Węgierskiej. Wrażliwy charakter wychowanka oraz jego rozległe fascynacje wykraczające poza jego wiek ostatecznie zaburzają jego dotychczas spokojne życie. Wraz ze swymi starszymi kolegami – Reitingiem i Beinebergiem – Törless zaczyna powoli odkrywać budzącą się w nim seksualność, z powodu której zaczyna stawiać sobie mnóstwo pytań. Przyłapanie przez trójkę kolejnego wychowanka – Basiniego – na kradzieży pieniędzy, które prowadzi do dręczenia i wykorzystywania go seksualnie, jedynie wzmaga zainteresowanie głównego bohatera. Törless zaczyna szukać odpowiedzi w różnorodnych dziedzinach – matematyce i filozofii – co jednak nie przynosi żadnej pomocy. Wraz z rozwojem akcji śledzimy myślowy bieg Törlessa – jego zafascynowanie dominacją nad Basinim, dążeniem do osiągnięcia jak najgłębszych i najbardziej wzmożonych przeżyć, co w ostateczności jeszcze bardziej związuje go emocjonalnie z jego własną ofiarą. Akcja powieści staje się tylko przyczynkiem do ukazania zjawisk szerszych. Autor bada techniki psychicznego nacisku w zamkniętym środowisku, ukazuje mechanizmy sterujące młodymi ludźmi i ostatecznie kształtujące ich zachowanie. Autor często bardzo szczegółowo zgłębia myśli swojego bohatera, rozbudowując tym samym technikę „strumienia świadomości”.
Powieść Roberta Musila, jako dzieło z początku wieku, zawiera w sobie zarówno cechy powieści psychologicznej, jak i naturalistycznej.
Liczne dygresje odwołujące się do ludzkiej psychiki i aktualnego obrazu świata, abstrahujące od akcji, nadają powieści charakter eseistyczny. Jedna z dróg interpretacyjnych nie wyklucza, że Niepokoje wychowanka Törlessa stały się wstępem do nigdy niedokończonego dzieła życia Musila, Człowieka bez właściwości.
W 1966 roku powieść została sfilmowana przez debiutującego wtedy reżysera Volkera Schlöndorffa.